# ISO 3166-2:AU
ISO 3166-2:AU — стандарт ISO, який визначає геокоди для Австралії. Він є частиною стандарту ISO 3166-2. Перша частина коду — код ISO 3166 для Австралії (AU), друга частина — код регіону.

## Коди
| Код    | Адміністративна одиниця          |
| ------ | -------------------------------- |
| AU-ACT | Австралійська столична територія |
| AU-VIC | Вікторія (штат)                  |
| AU-WA  | Західна Австралія (штат)         |
| AU-QLD | Квінсленд (штат)                 |
| AU-NSW | Новий Південний Уельс (штат)     |
| AU-SA  | Південна Австралія (штат)        |
| AU-NT  | Північна територія               |
| AU-TAS | Тасманія (штат)                  |

## Володіння
Чотири зовнішні території Австралії, відповідно до ISO 3166-1, мають власні геокоди. 
| Alpha-2 | Назва території                  |
| ------- | -------------------------------- |
| CC      | Кокосові острови                 |
| HM      | Острів Херд і острови Макдональд |
| NF      | Острів Норфолк                   |
| CX      | Острів Різдва                    |

Острови Ашмор і Картьє та Острови Коралового моря, що відносяться до Австралійської антарктичної території, не мають власних геокодів і віднесені до ISO 3166-2:AQ як частина Антарктики